# Ферай, Иммануэл
Иммануэл-Йоханнес Ферай (нидерл. Immanuel-Johannes Pherai; род. 25 апреля 2001 года, Амстердам, Нидерланды) — нидерландский и суринамский футболист, полузащитник немецкого клуба «Гамбург» и сборной Суринама.

## Клубная карьера
Ферай — воспитанник клубов АФК и АЗ. Для получения игровой практики он выступал за дублирующий состав последних. В 2017 году Иммануэл перешёл в дортмундскую «Боруссию». Летом 2020 года для получения игровой практики Ферай был отдан в аренду в ПЕК Зволле. 19 сентября в матче против АЗ он дебютировал в Эредивизи.
В 2024 году дебютировал за сборную Суринама.